# Mörttjärnen (Rättviks socken, Dalarna)
Mörttjärnen är en sjö i Rättviks kommun i Dalarna och ingår i Dalälvens huvudavrinningsområde. Sjön har en area på 0,0718 kvadratkilometer och ligger 252 meter över havet.

## Delavrinningsområde
Mörttjärnen ingår i det delavrinningsområde (676875-148281) som SMHI kallar för Mynnar i Tjällassen. Medelhöjden är 319 meter över havet och ytan är 31,77 kvadratkilometer. Det finns inga avrinningsområden uppströms utan avrinningsområdet är högsta punkten. Grunan som avvattnar avrinningsområdet har biflödesordning 4, vilket innebär att vattnet flödar genom totalt 4 vattendrag innan det når havet efter 288 kilometer. Avrinningsområdet består mestadels av skog (90 procent). Avrinningsområdet har 0,34 kvadratkilometer vattenytor vilket ger det en sjöprocent på 1,1 procent.